# Antananarivo-provinsen
19°6′S 47°34′Ø / 19.100°S 47.567°Ø
Antananarivo er en af Madagaskars seks provinser med en befolkning på 4.580.788 (juli 2001). Hovedstaden hedder også Antananarivo, et navn som betyder «byen med tusind mennesker». Almindeligvis bliver navnet forkortet til Tana, bortset fra i formelle sammenhænge.
Provinsen ligger midt på øen, og grænser til Mahajanga i nord, Fianarantsoa mod syd, Toliara i vest og Toamasina mod øst. Provinsen dækker et areal på 58.697 km², omtrent en tiendedel af øens areal.

## Klima
Med en højde på mellem 1.200 og 1.500 meter over havet, har højlandet i denne provins tropisk klima, med temperaturer som kan komme ned til 0 °C om vinteren og 25 °C om sommeren. Gennemsnitlig nedbør her er 1.357 mm om året.

## Regioner
Provinsen Antananarivo er inddelt i fire regioner:
- Analamanga
- Bongolava
- Itasy
- Vakinankaratra

## Eksterne kilder og henvisninger
- Wikimedia Commons har flere filer relateret til Antananarivo-provinsen
- Regionens turistsite Arkiveret 4. juli 2013 hos  Wayback Machine